# 張弛 (軍人)
張弛（1891年3月18日—1967年），字勉中。江西九江人，曾任國民革命軍第六十四軍軍長。

## 生平
1905年入江西陸軍小學就讀，畢業後升入南京陸軍第四中學。之後因辛亥革命南京陸中解散，9月返贛任九江軍政府參謀，負責文電翻譯。1912年由贛督李烈鈞選派赴德留學，1922年任廣東石井兵工廠警衛營營長。1923年任粵軍第一師第一旅第二團團長，1925年國民革命軍第四軍第十二師副官處處長。
1926年任第二十五師第七十四團團長，後升任第二十五師副師長。1928年入陸軍大學特別班第一期學習，1931年陸大畢業後回贛任第五師獨立第三團團長，後調任江西省保安處讓長。1932年任軍事委員會南昌行營高級參謀，掛少將銜，1936年2月7日授予少將銜。抗戰初期任第四路軍第一五四師參謀長。
1940年11月任國民革命軍第六十四軍副軍長，1941年任第三十五集團軍總司令部參謀長，掛中將銜。1944年6月5日受國民政府軍事委員會之命任第二方面軍六十四軍軍長。1945年10月在江門軍部接受日軍第130師團師團長近籐新八投降，同月獲忠勤勳章。1949年至台灣，1952年10月退役，1967年逝世。